# Sansevieria pearsonii
Sansevieria pearsonii är en sparrisväxtart som beskrevs av Nicholas Edward Brown. Sansevieria pearsonii ingår i släktet bajonettliljor, och familjen sparrisväxter. Inga underarter finns listade i Catalogue of Life.

## Bildgalleri

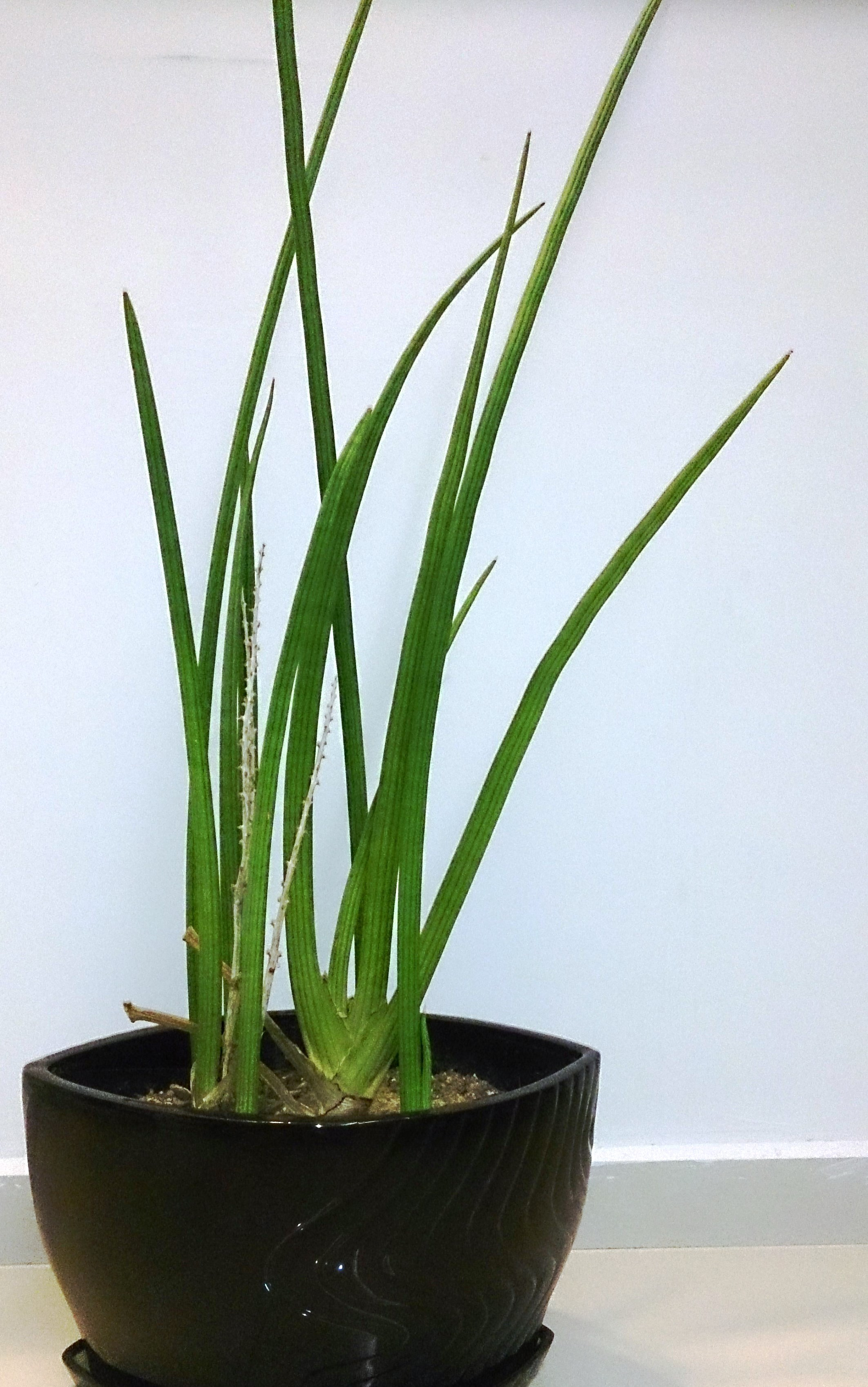
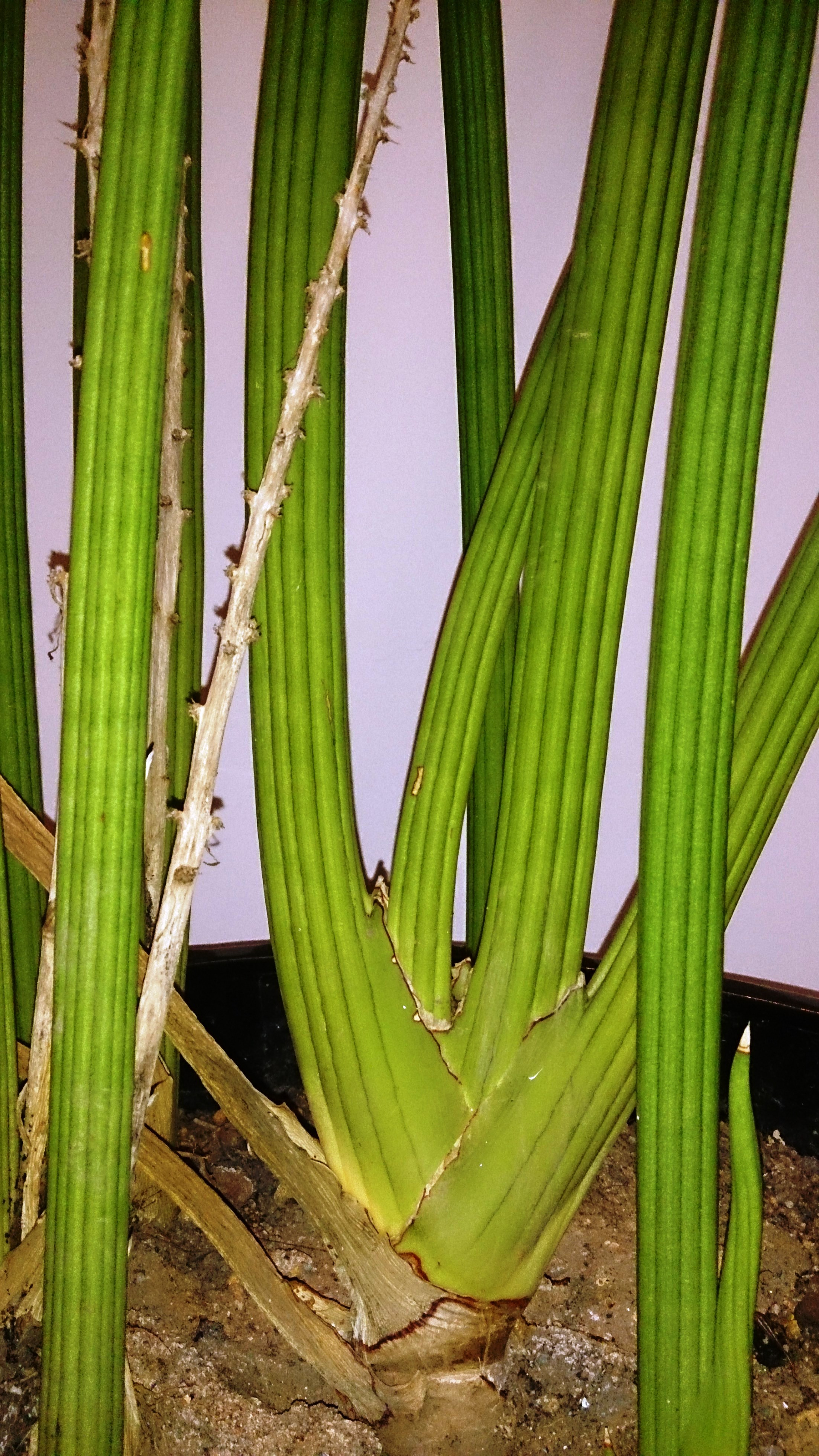